# 캔턴섬

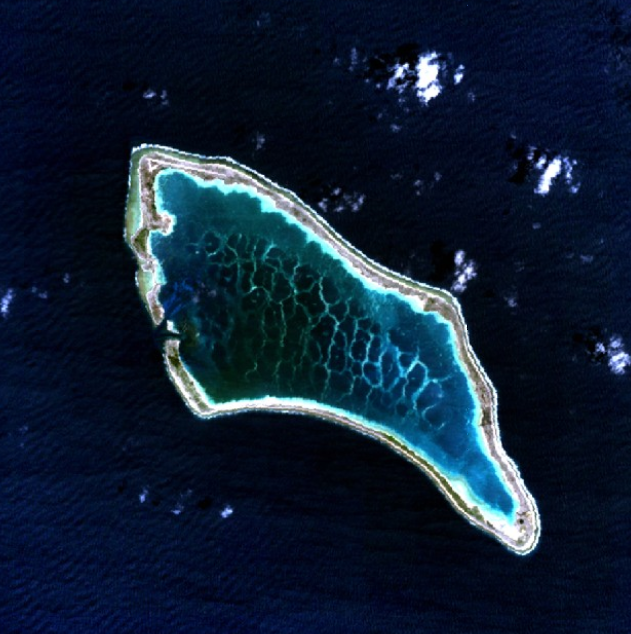
캔턴섬

캔턴섬(Kanton Island)은 태평양 중서부에 위치한 키리바시의 섬으로, 피닉스 제도에 속한다.
2015년 기준으로 이 지역의 인구 수는 20명으로, 2000년 61명에서 하락한 것이다.